# Pat Medrado
Patricia Medrado plus connue sous le nom de Pat Medrado (née le 26 novembre 1956) est une joueuse de tennis brésilienne, professionnelle de la fin des années 1970 à 1989. 
Au cours de sa carrière, elle a remporté un tournoi WTA en simple et cinq en double dames, dont trois avec ses compatriotes Cláudia Monteiro et Neige Dias.

## Palmarès

### Titre en simple dames
| No | Date       | Nom et lieu du tournoi      | Catégorie | Dotation | Surface    | Finaliste    | Score    |          |
| -- | ---------- | --------------------------- | --------- | -------- | ---------- | ------------ | -------- | -------- |
| 1  | 01-02-1982 | Avon Futures of Utah, Ogden | Futures   | 40 000 $ | Dur (int.) | Iva Budařová | 6-2, 7-6 | Parcours |

### Finales en simple dames
| No | Date       | Nom et lieu du tournoi                      | Catégorie | Dotation | Surface         | Vainqueure     | Score         |          |
| -- | ---------- | ------------------------------------------- | --------- | -------- | --------------- | -------------- | ------------- | -------- |
| 1  | 02-01-1978 | Avon Futures of San Diego, San Diego        | Futures   | 20 000 $ | Dur (int.)      | Marita Redondo | 6-2, 6-4      | Parcours |
| 2  | 19-02-1979 | Avon Futures of Atlanta, Atlanta            | Futures   | 25 000 $ | Dur (int.)      | Sherry Acker   | 6-2, 7-6      | Parcours |
| 3  | 11-01-1982 | Avon Futures of Hampton Roads, Newport News | Futures   | 40 000 $ | Moquette (int.) | Helena Suková  | 6-2, 6-7, 6-0 | Parcours |
| 4  | 07-12-1987 | Brazilian Open, Guarujá                     |           | 50 000 $ | Dur (ext.)      | Neige Dias     | 6-0, 6-7, 6-4 | Parcours |

### Titres en double dames
| No | Date       | Nom et lieu du tournoi            | Catégorie  | Dotation | Surface         | Partenaire       | Finalistes                      | Score         |          |
| -- | ---------- | --------------------------------- | ---------- | -------- | --------------- | ---------------- | ------------------------------- | ------------- | -------- |
| 1  | 19-10-1981 | Japan Open Tokyo                  |            | 50 000 $ | Moquette (int.) | Cláudia Monteiro | Barbara Jordan Roberta McCallum | 6-3, 3-6, 6-2 | Parcours |
| 2  | 15-03-1982 | Avon Futures Championships Austin | Futures    | 50 000 $ | Moquette (int.) | Cláudia Monteiro | Jan Lehane Mimi Wikstedt        | 6-0, 6-1      | Parcours |
| 3  | 02-04-1984 | USTA of Miami Miami               | VS Tour C1 | 50 000 $ | Terre (ext.)    | Yvonne Vermaak   | Betsy Nagelsen Janet Newberry   | 6-3, 6-3      | Parcours |
| 4  | 06-05-1985 | Barcelona Barcelone               |            | 50 000 $ | Terre (ext.)    | Petra Delhees    | Penny Barg Adriana Villagrán    | 6-1, 6-0      | Parcours |
| 5  | 08-12-1986 | Brazilian Open São Paulo          |            | 50 000 $ | Terre (ext.)    | Neige Dias       | Laura Arraya Petra Huber        | 4-6, 6-4, 7-6 | Parcours |

### Finales en double dames
| No | Date       | Nom et lieu du tournoi                | Catégorie | Dotation  | Surface      | Vainqueures                           | Partenaire       | Score         |          |
| -- | ---------- | ------------------------------------- | --------- | --------- | ------------ | ------------------------------------- | ---------------- | ------------- | -------- |
| 1  | 04-01-1982 | Avon Futures of Fort Myers Fort Myers | Futures   | 40 000 $  | Dur (int.)   | Marjorie Blackwood Susan Leo          | Cláudia Monteiro | 2-6, 6-1, 6-2 | Parcours |
| 2  | 05-07-1982 | Casino Cup Hambourg                   | Series 1  | 50 000 $  | Terre (ext.) | Elizabeth Ekblom Lena Sandin          | Cláudia Monteiro | 7-6, 6-3      | Parcours |
| 3  | 12-07-1982 | Kim Cup Monte-Carlo                   | Series 3  | 100 000 $ | Terre (ext.) | Virginia Ruzici Catherine Tanvier     | Cláudia Monteiro | 7-6, 6-2      | Parcours |
| 4  | 26-07-1982 | Wells Fargo Open San Diego            | Series 4  | 125 000 $ | Dur (ext.)   | Kathy Jordan Paula Smith              | Cláudia Monteiro | 6-3, 5-7, 7-6 | Parcours |
| 5  | 09-05-1983 | Swiss Open Lugano                     |           | 100 000 $ | Terre (ext.) | Christiane Jolissaint Marcella Mesker | Petra Delhees    | 6-2, 3-6, 7-5 | Parcours |
| 6  | 26-09-1983 | Ginny of Bakersfield Bakersfield      |           | 50 000 $  | Dur (ext.)   | Kylie Copeland Lori McNeil            | Ann Henricksson  | 6-4, 6-3      | Parcours |
| 7  | 20-07-1987 | OTB Open Schenectady                  |           | 27 500 $  | Dur (ext.)   | Jennifer Goodling Wendy Wood          | Cláudia Monteiro | 5-7, 6-2, 6-3 |          |

## Parcours en Grand Chelem

### En simple dames
| Année | Open d'Australie (janvier) | Open d'Australie (janvier) | Internationaux de France | Internationaux de France | Wimbledon       | Wimbledon       | US Open         | US Open          | Open d'Australie (décembre) | Open d'Australie (décembre) |
| ----- | -------------------------- | -------------------------- | ------------------------ | ------------------------ | --------------- | --------------- | --------------- | ---------------- | --------------------------- | --------------------------- |
| 1976  | -                          | -                          | -                        | -                        | -               | -               | 2e tour (1/32)  | Terry Holladay   | n/a                         | n/a                         |
| 1978  | n/a                        | n/a                        | 3e tour (1/8)            | Mirka Koželuhová         | -               | -               | 1er tour (1/64) | Renáta Tomanová  | -                           | -                           |
| 1979  | n/a                        | n/a                        | 3e tour (1/8)            | Chris Evert              | 1er tour (1/64) | Pam Shriver     | -               | -                | -                           | -                           |
| 1980  | n/a                        | n/a                        | 1er tour (1/32)          | Anne Hobbs               | -               | -               | -               | -                | -                           | -                           |
| 1981  | n/a                        | n/a                        | 2e tour (1/32)           | Barbara Rossi            | -               | -               | 1er tour (1/64) | Kate Gompert     | -                           | -                           |
| 1982  | n/a                        | n/a                        | 1er tour (1/64)          | L. Thompson              | 3e tour (1/16)  | Wendy Turnbull  | 2e tour (1/32)  | Bettina Bunge    | -                           | -                           |
| 1983  | n/a                        | n/a                        | 1er tour (1/64)          | Chris Evert              | 1er tour (1/64) | Barbara Potter  | 1er tour (1/64) | Ivanna Madruga   | -                           | -                           |
| 1984  | n/a                        | n/a                        | 2e tour (1/32)           | Mima Jaušovec            | 1er tour (1/64) | Michelle Casati | 1er tour (1/64) | Hana Mandlíková  | -                           | -                           |
| 1985  | n/a                        | n/a                        | 2e tour (1/32)           | C. Kohde-Kilsch          | 1er tour (1/64) | Elise Burgin    | 1er tour (1/64) | Kate Gompert     | -                           | -                           |
| 1986  | n/a                        | n/a                        | 1er tour (1/64)          | A. Kanellopoúlou         | 1er tour (1/64) | Catherine Suire | 1er tour (1/64) | Elly Hakami      | n/a                         | n/a                         |
| 1987  | -                          | -                          | 1er tour (1/64)          | Isabel Cueto             | -               | -               | 1er tour (1/64) | P. Tarabini      | n/a                         | n/a                         |
| 1988  | -                          | -                          | 1er tour (1/64)          | M. Navrátilová           | 1er tour (1/64) | C. Tanvier      | 1er tour (1/64) | Julie Richardson | n/a                         | n/a                         |

À droite du résultat, l’ultime adversaire.

### En double dames
| Année | Open d'Australie (janvier) | Open d'Australie (janvier) | Internationaux de France      | Internationaux de France   | Wimbledon                    | Wimbledon               | US Open                       | US Open                   | Open d'Australie (décembre) | Open d'Australie (décembre) |
| ----- | -------------------------- | -------------------------- | ----------------------------- | -------------------------- | ---------------------------- | ----------------------- | ----------------------------- | ------------------------- | --------------------------- | --------------------------- |
| 1978  | n/a                        | n/a                        | 1er tour (1/16) Helle Sparre  | Robin Harris Beatrix Klein | -                            | -                       | 1er tour (1/32) Rene Blount   | Tanya Harford Anne Hobbs  | -                           | -                           |
| 1980  | n/a                        | n/a                        | -                             | -                          | 1er tour (1/32) C. Monteiro  | C. Sieler E. Ekblom     | -                             | -                         | -                           | -                           |
| 1981  | n/a                        | n/a                        | 2e tour (1/16) C. Monteiro    | Kathy Jordan Anne Smith    | -                            | -                       | 1er tour (1/32) Silvana Urroz | Betsy Blaney Chris O'Neil | -                           | -                           |
| 1982  | n/a                        | n/a                        | 2e tour (1/16) C. Monteiro    | Andrea Jaeger B. Nagelsen  | 1/4 de finale C. Monteiro    | Navrátilová Pam Shriver | 1er tour (1/32) C. Monteiro   | Lucia Romanov L. Thompson | -                           | -                           |
| 1983  | n/a                        | n/a                        | 2e tour (1/16) C. Monteiro    | Duk-Hee Lee Lucia Romanov  | 1er tour (1/32) C. Monteiro  | B. Hallquist Anne White | 3e tour (1/8) Petra Delhees   | R. Fairbank C. Reynolds   | -                           | -                           |
| 1984  | n/a                        | n/a                        | 1er tour (1/32) Sophie Amiach | Penny Barg L. Bernstein    | 3e tour (1/8) Sandy Collins  | Rene Blount J. Newberry | 1er tour (1/32) B. Remilton   | C. Jolissaint M. Mesker   | -                           | -                           |
| 1985  | n/a                        | n/a                        | 1er tour (1/32) C. Monteiro   | Pam Casale Sabrina Goleš   | 2e tour (1/16) Neige Dias    | Bettina Bunge Eva Pfaff | 1er tour (1/32) C. Monteiro   | K. Maleeva M. Maleeva     | -                           | -                           |
| 1986  | n/a                        | n/a                        | 2e tour (1/16) Neige Dias     | S. Cherneva L. Savchenko   | 2e tour (1/16) Neige Dias    | Navrátilová Pam Shriver | 2e tour (1/16) Neige Dias     | C. Reynolds Anne Smith    | n/a                         | n/a                         |
| 1987  | -                          | -                          | 1er tour (1/32) Neige Dias    | K. Schimper Masako Yanagi  | -                            | -                       | 1er tour (1/32) I. Kuczyńska  | Elise Burgin Robin White  | n/a                         | n/a                         |
| 1988  | -                          | -                          | 3e tour (1/8) S. Mascarin     | Steffi Graf G. Sabatini    | 1er tour (1/32) Isabel Cueto | Steffi Graf G. Sabatini | 1er tour (1/32) Naoko Sato    | Terry Phelps R. Reggi     | n/a                         | n/a                         |

Sous le résultat, la partenaire ; à droite, l’ultime équipe adverse.

### En double mixte
| Année | Open d'Australie (janvier), | Open d'Australie (janvier), | Internationaux de France    | Internationaux de France  | Wimbledon                 | Wimbledon                | US Open                      | US Open                  | Open d'Australie (décembre), | Open d'Australie (décembre), |
| ----- | --------------------------- | --------------------------- | --------------------------- | ------------------------- | ------------------------- | ------------------------ | ---------------------------- | ------------------------ | ---------------------------- | ---------------------------- |
| 1979  | n/a                         | n/a                         | 2e tour (1/8) Ney Keller    | R. Tomanová Pavel Složil  | -                         | -                        | -                            | -                        | n/a                          | n/a                          |
| 1982  | n/a                         | n/a                         | -                           | -                         | -                         | -                        | 1er tour (1/16) Cássio Motta | B. Jordan Chris Dunk     | n/a                          | n/a                          |
| 1983  | n/a                         | n/a                         | 1er tour (1/32) G. Barbosa  | Leslie Allen Charles Buzz | 3e tour (1/8) G. Barbosa  | W. Turnbull John Lloyd   | -                            | -                        | n/a                          | n/a                          |
| 1984  | n/a                         | n/a                         | 2e tour (1/16) G. Barbosa   | M. Calleja C. Fancutt     | 2e tour (1/16) G. Barbosa | R. Fairbank Charles Buzz | 1er tour (1/32) G. Barbosa   | Ilana Kloss Mike Estep   | n/a                          | n/a                          |
| 1985  | n/a                         | n/a                         | 2e tour (1/16) G. Barbosa   | C. Tanvier Mike Bauer     | -                         | -                        | 1er tour (1/16) G. Barbosa   | Navrátilová H. Günthardt | n/a                          | n/a                          |
| 1986  | n/a                         | n/a                         | 1er tour (1/32) Luiz Mattar | Carin Bakkum Tom Nijssen  | -                         | -                        | -                            | -                        | n/a                          | n/a                          |
| 1987  | -                           | -                           | 2e tour (1/16) João Soares  | M. Werdel Chip Hooper     | -                         | -                        | -                            | -                        | n/a                          | n/a                          |

Sous le résultat, le partenaire ; à droite, l’ultime équipe adverse.

## Parcours en Coupe de la Fédération
| #                                                                        | Date       | Lieu            | Surface                           | Gagnante(s)                     | Perdante(s)                   | Score         |          |
|                                                                          |            |                 |                                   |                                 |                               |               |          |
| 1975 - 1er tour (groupe mondial) - Brésil - Italie - 0 : 3               |            |                 |                                   |                                 |                               |               |          |
| 1                                                                        | 05/05/1975 | Aix-en-Provence | Terre (ext.)                      | Rosalba Vido                    | Pat Medrado                   | 6-8, 6-2, 6-1 | Parcours |
|                                                                          |            |                 |                                   |                                 |                               |               |          |
| 1976 - 1er tour (groupe mondial) - Pays-Bas - Brésil - 3 : 0             |            |                 |                                   |                                 |                               |               |          |
| 2                                                                        | 22/08/1976 | Philadelphie    | Moquette (int.)                   | Elly Appel                      | Pat Medrado                   | 6-4, 6-2      | Parcours |
| 2                                                                        | 22/08/1976 | Philadelphie    | Moquette (int.)                   | Betty Stöve Tine Zwaan          | Vera-Lucia Giugni Pat Medrado | 6-2, 6-1      | Parcours |
|                                                                          |            |                 |                                   |                                 |                               |               |          |
| 1977 - 1er tour (groupe mondial) - Taïwan - Brésil - 0 : 3               |            |                 |                                   |                                 |                               |               |          |
| 3                                                                        | 13/06/1977 | Eastbourne      | Herbe (ext.)                      | Pat Medrado                     | Lee Hsiu                      | 6-1, 6-0      | Parcours |
| 3                                                                        | 13/06/1977 | Eastbourne      | Herbe (ext.)                      | Vera-Lucia Giugni Pat Medrado   | Ku Liu-Shang Lee Hsiu         | 6-0, 6-0      | Parcours |
|                                                                          |            |                 |                                   |                                 |                               |               |          |
| 1977 - 2e tour (groupe mondial) - Brésil - Australie - 0 : 3             |            |                 |                                   |                                 |                               |               |          |
| 4                                                                        | 13/06/1977 | Eastbourne      | Herbe (ext.)                      | Dianne Fromholtz                | Pat Medrado                   | 10-8, 6-4     | Parcours |
| 4                                                                        | 13/06/1977 | Eastbourne      | Herbe (ext.)                      | Kerry Reid Wendy Turnbull       | Vera-Lucia Giugni Pat Medrado | 6-2, 6-1      | Parcours |
|                                                                          |            |                 |                                   |                                 |                               |               |          |
| 1978 - 1er tour (groupe mondial) - Allemagne de l'Ouest - Brésil - 3 : 0 |            |                 |                                   |                                 |                               |               |          |
| 5                                                                        | 27/11/1978 | Melbourne       |                                   | Heidi Eisterlehner              | Pat Medrado                   | 6-3, 3-6, 6-1 | Parcours |
| 5                                                                        | 27/11/1978 | Melbourne       | Katja Ebbinghaus Sylvia Hanika    | Vera-Lucia Giugni Pat Medrado   | 6-3, 6-4                      |               | Parcours |
|                                                                          |            |                 |                                   |                                 |                               |               |          |
| 1981 - 1er tour (groupe mondial) - Brésil - Irlande - 3 : 0              |            |                 |                                   |                                 |                               |               |          |
| 6                                                                        | 09/11/1981 | Tokyo           | Terre (ext.)                      | Pat Medrado                     | Maria Bolster                 | 6-1, 6-0      | Parcours |
| 6                                                                        | 09/11/1981 | Tokyo           | Terre (ext.)                      | Pat Medrado Cláudia Monteiro    | Maria Bolster Caitriona Ruane | 6-3, 6-2      | Parcours |
|                                                                          |            |                 |                                   |                                 |                               |               |          |
| 1981 - 2e tour (groupe mondial) - Allemagne de l'Ouest - Brésil - 2 : 0  |            |                 |                                   |                                 |                               |               |          |
| 7                                                                        | 09/11/1981 | Tokyo           | Terre (ext.)                      | Bettina Bunge                   | Pat Medrado                   | 6-3, 6-2      | Parcours |
|                                                                          |            |                 |                                   |                                 |                               |               |          |
| 1982 - 1er tour (groupe mondial) - Brésil - France - 2 : 0               |            |                 |                                   |                                 |                               |               |          |
| 8                                                                        | 19/07/1982 | Santa Clara     | Dur (ext.)                        | Pat Medrado                     | Corinne Vanier                | 6-3, 7-5      | Parcours |
|                                                                          |            |                 |                                   |                                 |                               |               |          |
| 1982 - 2e tour (groupe mondial) - Hong Kong - Brésil - 0 : 3             |            |                 |                                   |                                 |                               |               |          |
| 9                                                                        | 19/07/1982 | Santa Clara     | Dur (ext.)                        | Pat Medrado                     | Patricia Hy                   | 6-3, 6-3      | Parcours |
| 9                                                                        | 19/07/1982 | Santa Clara     | Dur (ext.)                        | Vera-Lucia Giugni Pat Medrado   | Yuen-Yuen Ling Nancy Spelman  | 6-0, 6-3      | Parcours |
|                                                                          |            |                 |                                   |                                 |                               |               |          |
| 1982 - 1/4 de finale (groupe mondial) - États-Unis - Brésil - 3 : 0      |            |                 |                                   |                                 |                               |               |          |
| 10                                                                       | 19/07/1982 | Santa Clara     | Dur (ext.)                        | Martina Navrátilová             | Pat Medrado                   | 6-0, 6-3      | Parcours |
| 10                                                                       | 19/07/1982 | Santa Clara     | Dur (ext.)                        | Chris Evert Martina Navrátilová | Pat Medrado Cláudia Monteiro  | 6-2, 6-0      | Parcours |
|                                                                          |            |                 |                                   |                                 |                               |               |          |
| 1983 - 1er tour (groupe mondial) - Israël - Brésil - 1 : 2               |            |                 |                                   |                                 |                               |               |          |
| 11                                                                       | 18/07/1983 | Zurich          | Terre (ext.)                      | Pat Medrado                     | Orly Bialistozky              | 6-2, 6-4      | Parcours |
| 11                                                                       | 18/07/1983 | Zurich          | Terre (ext.)                      | Pat Medrado Cláudia Monteiro    | Rafeket Binyamini Sagit Doron | 2-6, 6-1, 6-3 | Parcours |
|                                                                          |            |                 |                                   |                                 |                               |               |          |
| 1983 - 2e tour (groupe mondial) - Grande-Bretagne - Brésil - 3 : 0       |            |                 |                                   |                                 |                               |               |          |
| 12                                                                       | 18/07/1983 | Zurich          | Terre (ext.)                      | Jo Durie                        | Pat Medrado                   | 6-4, 6-4      | Parcours |
| 12                                                                       | 18/07/1983 | Zurich          | Terre (ext.)                      | Jo Durie Anne Hobbs             | Pat Medrado Cláudia Monteiro  | 6-3, 6-2      | Parcours |
|                                                                          |            |                 |                                   |                                 |                               |               |          |
| 1984 - 1er tour (groupe mondial) - Brésil - Suède - 1 : 2                |            |                 |                                   |                                 |                               |               |          |
| 13                                                                       | 16/07/1984 | São Paulo       | Terre (ext.)                      | Catarina Lindqvist              | Pat Medrado                   | 7-5, 6-1      | Parcours |
| 13                                                                       | 16/07/1984 | São Paulo       | Terre (ext.)                      | Pat Medrado Cláudia Monteiro    | Catrin Jexell Carina Karlsson | 6-2, 6-4      | Parcours |
|                                                                          |            |                 |                                   |                                 |                               |               |          |
| 1986 - 1er tour (groupe mondial) - Brésil - Roumanie - 2 : 1             |            |                 |                                   |                                 |                               |               |          |
| 14                                                                       | 22/07/1986 | Prague          | Terre (ext.)                      | Daniela Moise                   | Pat Medrado                   | 6-3, 6-2      | Parcours |
| 14                                                                       | 22/07/1986 | Prague          | Terre (ext.)                      | Neige Dias Pat Medrado          | Daniela Moise Teodora Tache   | 6-2, 4-6, 6-1 | Parcours |
|                                                                          |            |                 |                                   |                                 |                               |               |          |
| 1986 - 2e tour (groupe mondial) - Allemagne de l'Ouest - Brésil - 2 : 1  |            |                 |                                   |                                 |                               |               |          |
| 15                                                                       | 22/07/1986 | Prague          | Terre (ext.)                      | Steffi Graf                     | Pat Medrado                   | 6-0, 6-2      | Parcours |
| 15                                                                       | 22/07/1986 | Prague          | Terre (ext.)                      | Bettina Bunge Steffi Graf       | Neige Dias Pat Medrado        | 6-2, 6-1      | Parcours |
|                                                                          |            |                 |                                   |                                 |                               |               |          |
| 1987 - 1er tour (groupe mondial) - Brésil - Nouvelle-Zélande - 1 : 2     |            |                 |                                   |                                 |                               |               |          |
| 16                                                                       | 28/07/1987 | Vancouver       |                                   | Pat Medrado                     | Julie Richardson              | 7-5, 6-2      | Parcours |
| 16                                                                       | 28/07/1987 | Vancouver       | Belinda Cordwell Julie Richardson | Neige Dias Pat Medrado          | 4-6, 7-5, 6-3                 |               | Parcours |
|                                                                          |            |                 |                                   |                                 |                               |               |          |
| 1988 - 1er tour (groupe mondial) - Brésil - Tchécoslovaquie - 0 : 3      |            |                 |                                   |                                 |                               |               |          |
| 17                                                                       | 05/12/1988 | Melbourne       |                                   | Radka Zrubáková                 | Pat Medrado                   | 6-0, 6-3      | Parcours |

## Classements WTA

### Classements en simple en fin de saison
| Année | 1983 | 1986 | 1987 | 1988 |
| Rang  | 139  | 76   | 169  | 114  |

Source : (en) « Classements de Pat Medrado », sur le site officiel du WTA Tour